# Persicula pulcherrima
Persicula pulcherrima är en snäckart som först beskrevs av Gaskoin 1849.  Persicula pulcherrima ingår i släktet Persicula och familjen Cystiscidae. Inga underarter finns listade i Catalogue of Life.